# Rio Maracá-Pucu
Rio Maracá-Pucu är ett vattendrag i Brasilien.   Det ligger i delstaten Amapá, i den norra delen av landet, 1 700 km norr om huvudstaden Brasília.
I omgivningarna runt Rio Maracá-Pucu växer i huvudsak städsegrön lövskog. Runt Rio Maracá-Pucu är det mycket glesbefolkat, med 4 invånare per kvadratkilometer.